# Бандура Олександр Вікторович
Олекса́ндр Ві́кторович Банду́ра (нар. 30 травня 1986, Гамаліївка, Конотопський район, Сумська область) — український футболіст, воротар. Майстер спорту (2012).

## Кар'єра
Вихованець сумського футболу, протягом 2000—2003 років виступав за сумські команди «Зміна» та «СЕРЖ» у змаганнях під егідою ДЮФЛ України.
Дорослу футбольну кар'єру також розпочав на рідній Сумщині, з 2004 по 2008 рік грав за головні команди регіону — сумський «Спартак» та краснопільский «Явір» — відповідно у першій та другій футбольних лігах України.

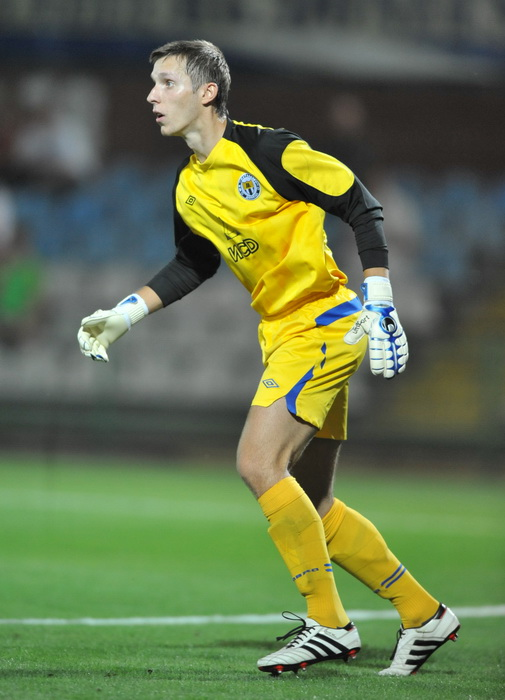
Олександр Бандура під час виступів за «Металург». 2011 рік.

2008 року перейшов до представника вищої ліги України — сімферопольської «Таврії». Протягом сезону 2008-09 провів у складі головної кримської команди усього 5 матчів і по його завершенні перейшов до іншого представника кримського півострова — першолігової «Кримтеплиці». Спочатку виступав у Молодіжному на умовах оренди, а невдовзі уклав з клубом повноцінний контракт. Досить швидко став основним голкіпером «Кримтеплиці».
Під час зимового міжсезоння сезону 2010-11 повернувся до вищого дивізіону української футбольної першості, перейшовши до донецького «Металурга». Відразу ж став основним голкіпером нової команди. У її складі 2012 року брав участь у фінальному матчі Кубку України, а також у національному Суперкубку, проте в обох випадках пропусти по два голи від донецького «Шахтаря» і не зміг принести команді трофей.
Улітку 2015 року «Металург» оголосив себе банкрутом, вакантне місце в Прем'єр-лізі України посіла дніпродзержинська «Сталь», куди і перейшов Олександр разом з іншим воротарем команди Юрієм Паньківим, зберігши 12 номер. У складі нової команди дебютував у їх історичній першій грі в елітному дивізіоні у матчі проти київського «Динамо», де відіграв весь матч, проте «Сталь» програла з рахунком (1:2). Проте основним воротарем не став, програвши конкуренцію Паньківу, через що за два роки зіграв лише у 9 матчах Прем'єр-ліги. 23 квітня 2017 року зіграв свій сотий поєдинок в українській Прем'єр-лізі в матчі з кропивницькою «Зіркою»
Влітку того самого року разом із одноклубником Романом Карасюком перейшов до складу новачка Прем'єр-ліги рівненського «Вереса», де відразу став основним воротарем, витіснивши Богдана Когута. 

## Досягнення
- Фіналіст Кубку України (1): 2011/12